# Collias
Collias [kɔljas] est une commune française située dans l'est du département du Gard, en région Occitanie. Ses habitants sont appelés les Colliassois.
Exposée à un climat méditerranéen, elle est drainée par le Gard, l'Alzon et par divers autres petits cours d'eau. Incluse dans les gorges du Gardon, la commune possède un patrimoine naturel remarquable : deux sites Natura 2
Collias est une commune rurale qui compte 1 080 habitants en 2022, après avoir connu une forte hausse de la population depuis 1962. Elle fait partie de l'aire d'attraction de Nîmes. Ses habitants sont appelés les Colliassois ou Colliassoises.
Le patrimoine architectural de la commune comprend deux immeubles protégés au titre des monuments historiques : la grotte des Colonnes, classée en 1931, et l'ermitage, classé en 1934.

## Géographie

### Localisation
Collias est dans la partie orientale du département du Gard, entre Avignon (32 km à l'est) et Uzès 11 km au nord-ouest.
Le territoire de la commune est limitrophe de ceux de sept communes :
| Saint-Maximin    | Argilliers | Vers-Pont-du-Gard |
| Sanilhac-Sagriès | Collias    |                   |
| Poulx            | Cabrières  | Lédenon           |

### Hydrographie

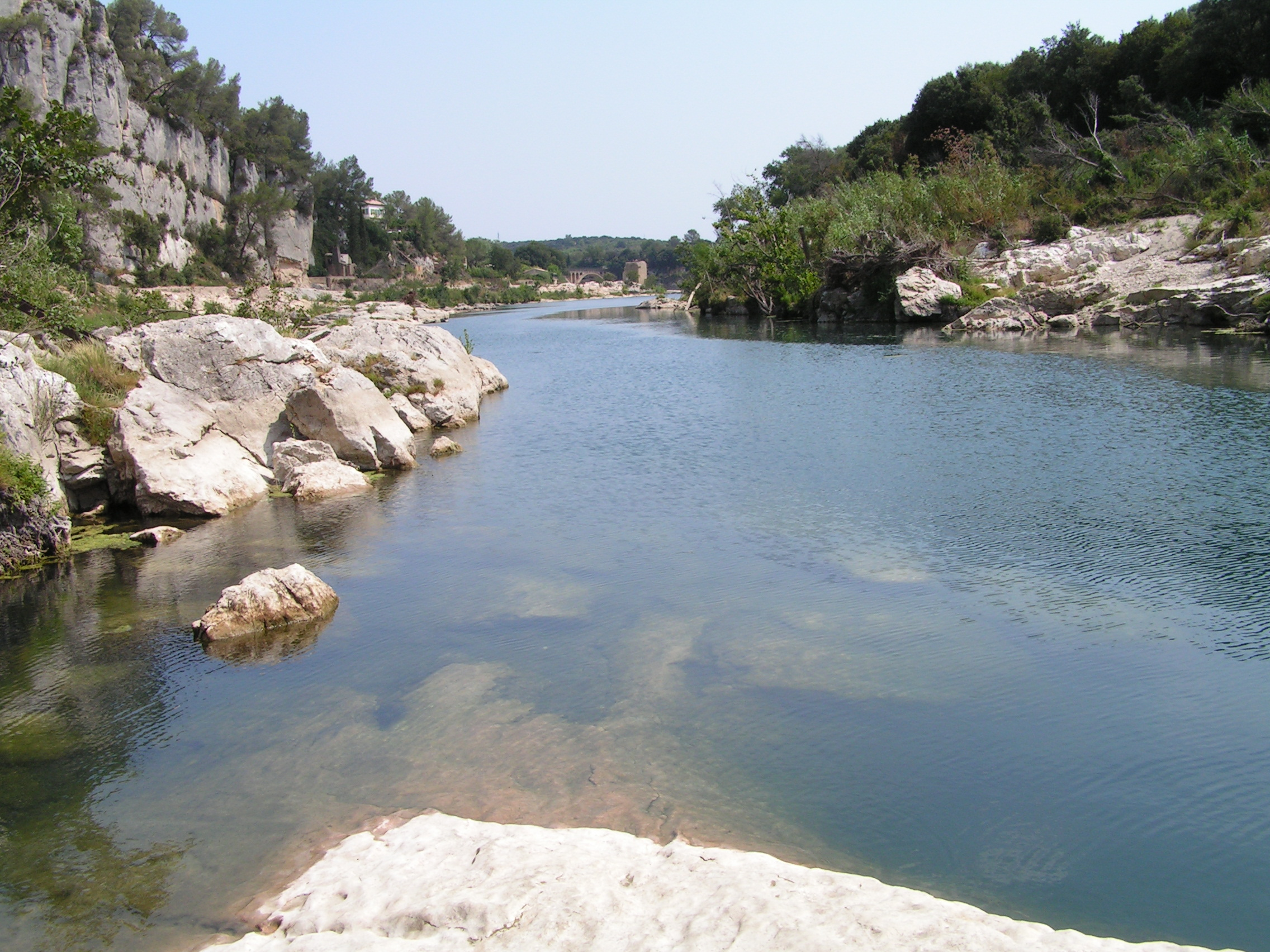
Le Gardon, 1 km en amont de Collias, vue vers l’aval. En arrière-plan, le pont de la D3.

Le Gard ou Gardon, affluent du Rhône, traverse la commune d'ouest en est. Les célèbres gorges du Gardon se trouvent juste en amont (à l'ouest) de Collias : le Gard entre dans la commune à une altitude de 30 m et en ressort à  environ 24 m d'altitude ; jusqu'à Collias, les deux rives du Gard sont dominées par d'imposantes falaises de 130 à 150 m de hauteur (environ 150 à 190 m d'altitude).
Sur la commune il reçoit en rive gauche son affluent l'Alzon qui vient du nord-ouest. Sa rive droite est entrecoupée de cinq vallées très encaissées, taillées par de petits affluents saisonniers. Les affluents de l'Alzon qui drainent la commune sont le ruisseau de Bordnègre, le ruisseau de Valsegane, le ruisseau de Fabrègue, le Valat de Campalong et Le Rieu qui lui se jette dans le ruisseau de Fabrègue.

### Climat
Pour des articles plus généraux, voir Climat de l'Occitanie et Climat du Gard.
En 2010, le climat de la commune est de type climat méditerranéen franc, selon une étude s'appuyant sur une série de données couvrant la période 1971-2000. En 2020, Météo-France publie une typologie des climats de la France métropolitaine dans laquelle la commune est exposée à un climat méditerranéen et est dans la région climatique Provence, Languedoc-Roussillon, caractérisée par une pluviométrie faible en été, un très bon ensoleillement (2 600 h/an), un été chaud (21,5 °C), un air très sec en été, sec en toutes saisons, des vents forts (fréquence de 40 à 50 % de vents> 5 m/s) et peu de brouillards.
Pour la période 1971-2000, la température annuelle moyenne est de 13,3 °C, avec une amplitude thermique annuelle de 17,1 °C. Le cumul annuel moyen de précipitations est de 759 mm, avec 6,6 jours de précipitations en janvier et 3 jours en juillet. Pour la période 1991-2020, la température moyenne annuelle observée sur la station météorologique la plus proche, située sur la commune d'Uzès à 8 km à vol d'oiseau, est de 14,5 °C et le cumul annuel moyen de précipitations est de 809,4 mm,. Pour l'avenir, les paramètres climatiques de la commune estimés pour 2050 selon différents scénarios d'émission de gaz à effet de serre sont consultables sur un site dédié publié par Météo-France en novembre 2022.

### Milieux naturels et biodiversité

#### Espaces protégés
La protection réglementaire est le mode d’intervention le plus fort pour préserver des espaces naturels remarquables et leur biodiversité associée,.
La commune fait également partie des gorges du Gardon, un territoire reconnu réserve de biosphère par l'UNESCO en 2015 pour l'importante biodiversité qui la caractérise, mariant garrigues, plaines agricoles et yeuseraies,.
Un autre espace protégé est présent sur la commune :
les « gorges du Gardon », objet d'un arrêté de protection de biotope, d'une superficie de 339,2 ha.

#### Réseau Natura 2000

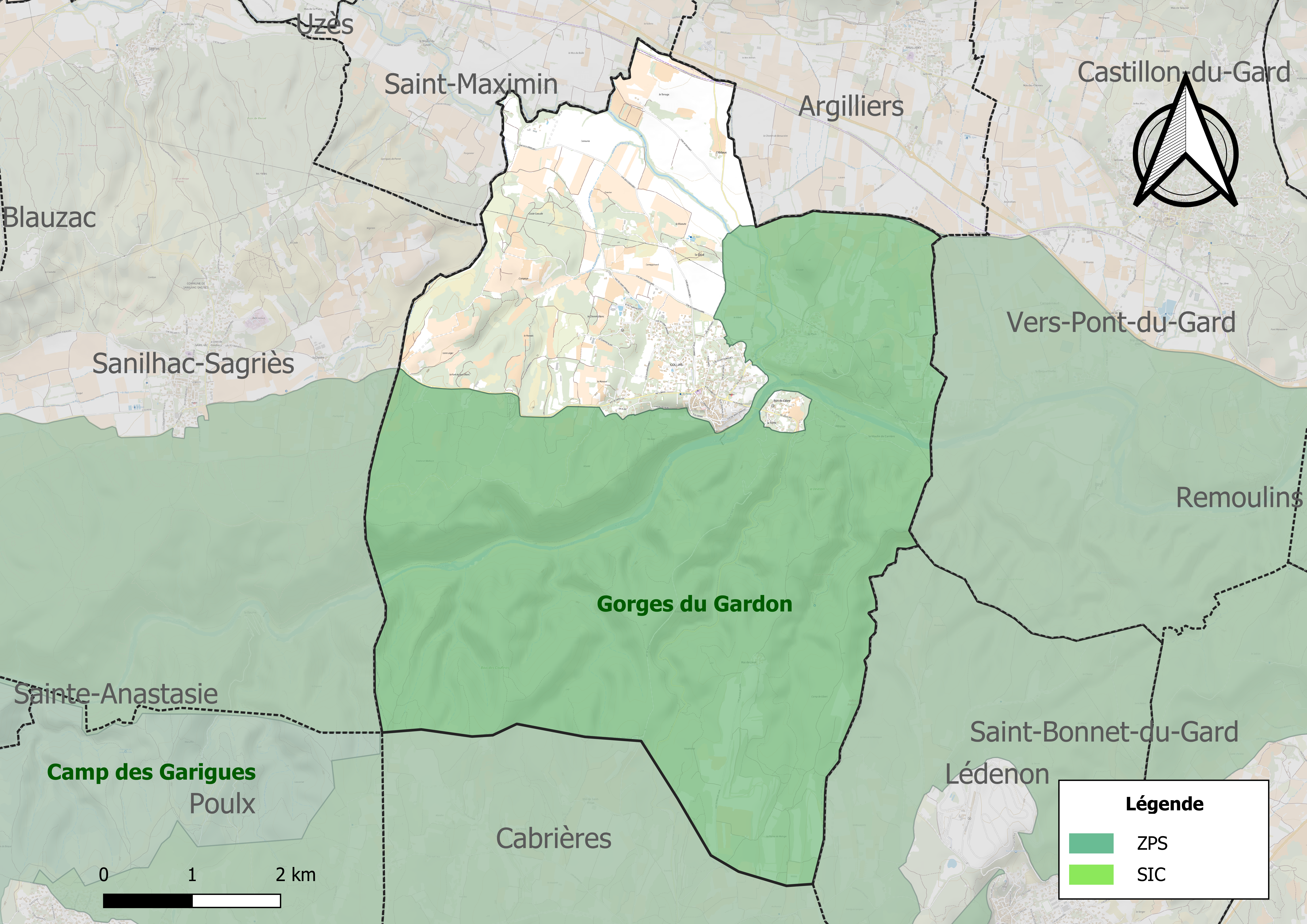
Site Natura 2000 sur le territoire communal.

Le réseau Natura 2000 est un réseau écologique européen de sites naturels d'intérêt écologique élaboré à partir des directives habitats et oiseaux, constitué de zones spéciales de conservation (ZSC) et de zones de protection spéciale (ZPS).
Un site Natura 2000 a été défini sur la commune au titre de la directive habitats :
- « le Gardon et ses gorges », d'une superficie de 7 009 ha, présentant une importante diversité des habitats et des espèces. Les nombreuses grottes permettent d'accueillir une bonne diversité de Chiroptères. Dans les gorges, se trouvent des formations de Chênes verts peu perturbées avec des espèces particulièrement rares (Cyclamen des Baléares)[21]

et un au titre de la directive oiseaux :
- les « gorges du Gardon », d'une superficie de 7 024 ha, abritant trois espèces de rapaces remarquables, l'Aigle de Bonelli, le Circaète Jean-le-Blanc et le Vautour percnoptère[22].

#### Zones naturelles d'intérêt écologique, faunistique et floristique
L’inventaire des zones naturelles d'intérêt écologique, faunistique et floristique (ZNIEFF) a pour objectif de réaliser une couverture des zones les plus intéressantes sur le plan écologique, essentiellement dans la perspective d’améliorer la connaissance du patrimoine naturel national et de fournir aux différents décideurs un outil d’aide à la prise en compte de l’environnement dans l’aménagement du territoire.
Une ZNIEFF de type 1 est recensée sur la commune :
les « gorges du Gardon » (5 231 ha), couvrant 10 communes du département et une ZNIEFF de type 2, :
le « plateau Saint-Nicolas » (15 838 ha), couvrant 16 communes du département.

Carte des ZNIEFF de type 1 et 2 à Collias.
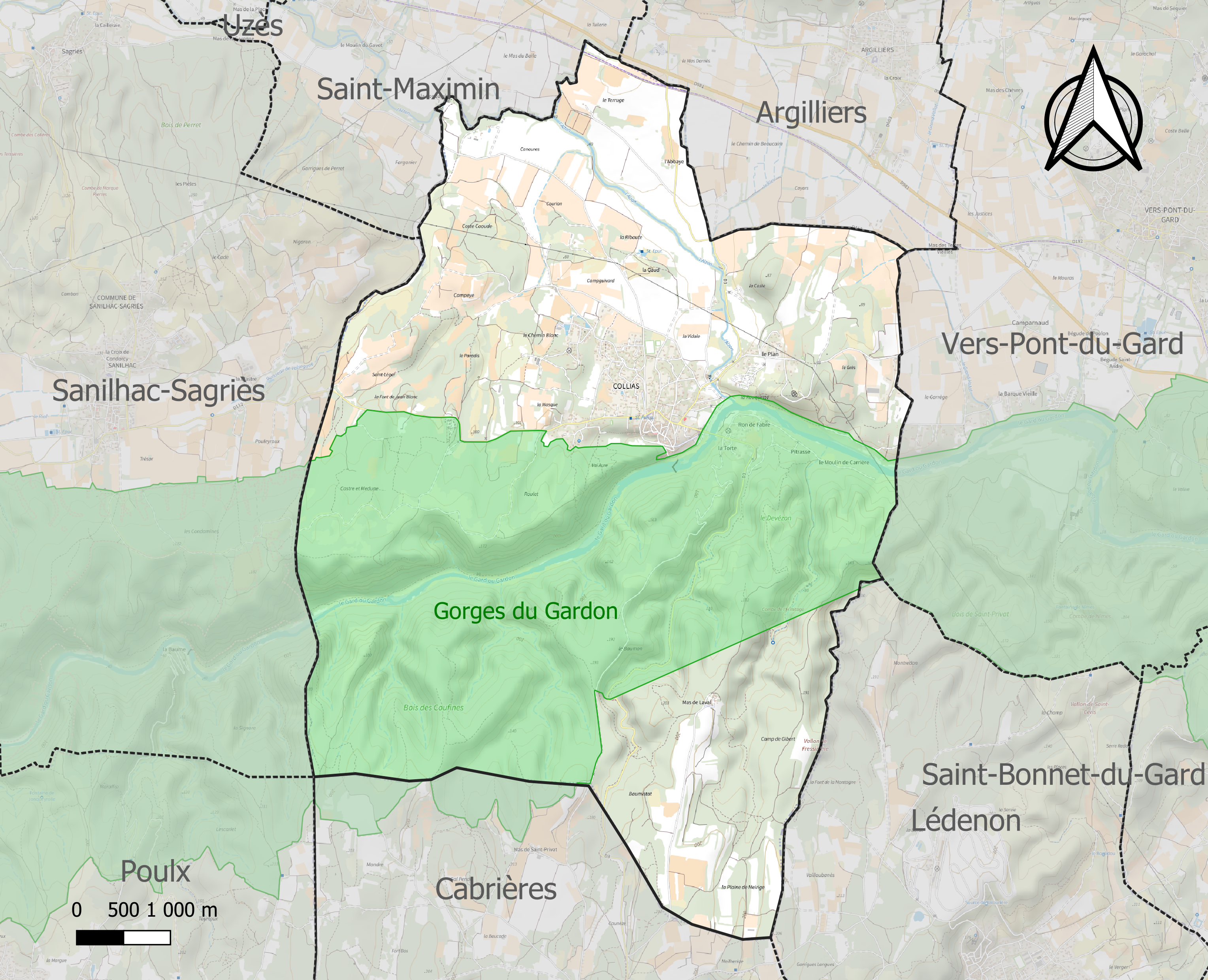
Carte de la ZNIEFF de type 1 sur la commune.
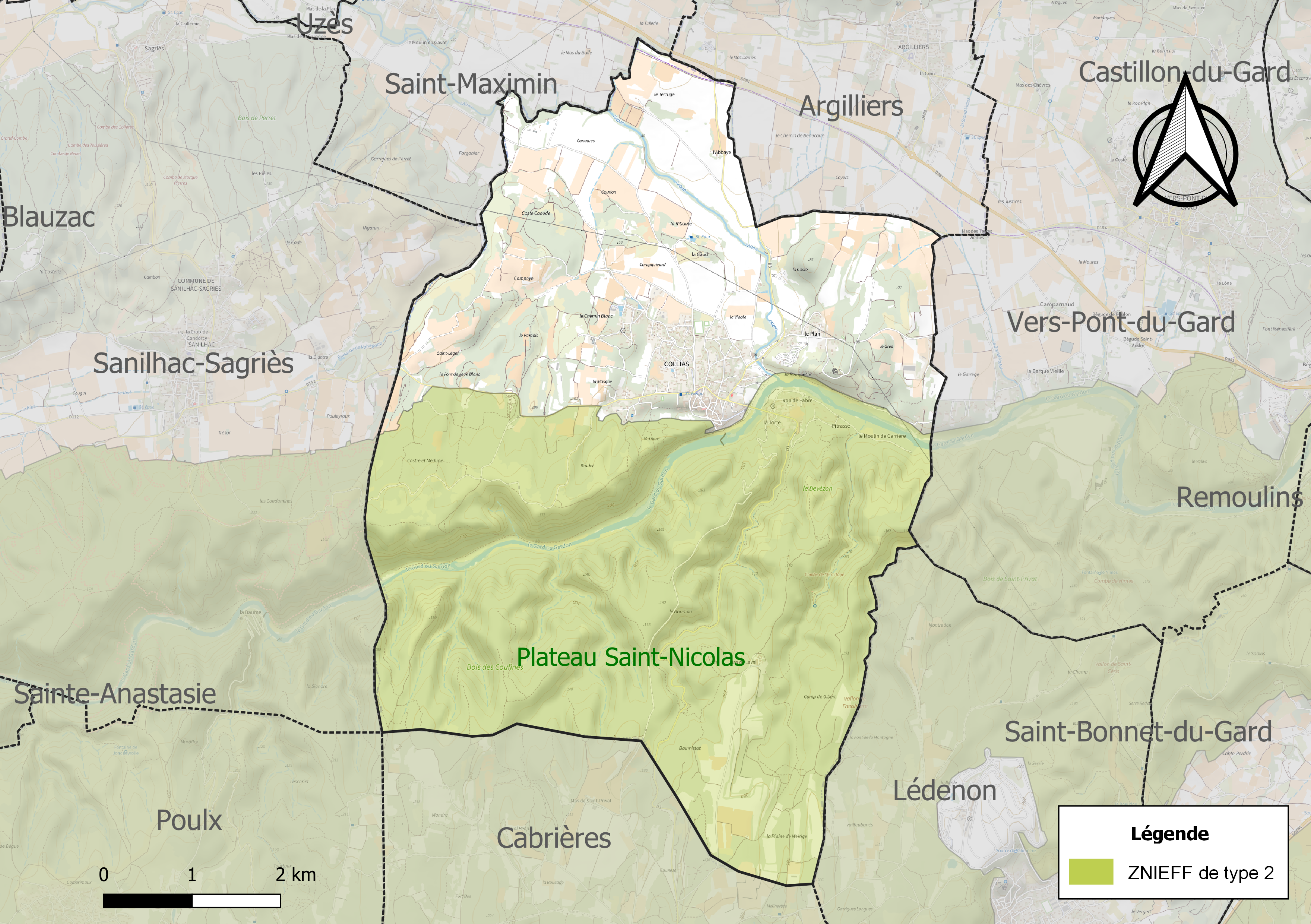
Carte de la ZNIEFF de type 2 sur la commune.

## Urbanisme

### Typologie
Au 1er janvier 2024, Collias est catégorisée bourg rural, selon la nouvelle grille communale de densité à sept niveaux définie par l'Insee en 2022.
Elle est située hors unité urbaine. Par ailleurs la commune fait partie de l'aire d'attraction de Nîmes, dont elle est une commune de la couronne,. Cette aire, qui regroupe 92 communes, est catégorisée dans les aires de 200 000 à moins de 700 000 habitants,.

### Occupation des sols
L'occupation des sols de la commune, telle qu'elle ressort de la base de données européenne d’occupation biophysique des sols Corine Land Cover (CLC), est marquée par l'importance des forêts et milieux semi-naturels (63,1 % en 2018), en diminution par rapport à 1990 (64,6 %). La répartition détaillée en 2018 est la suivante :
forêts (42,4 %), milieux à végétation arbustive et/ou herbacée (20,6 %), cultures permanentes (16,2 %), terres arables (8,5 %), zones urbanisées (6,2 %), zones agricoles hétérogènes (6,1 %). L'évolution de l’occupation des sols de la commune et de ses infrastructures peut être observée sur les différentes représentations cartographiques du territoire : la carte de Cassini (XVIIIe siècle), la carte d'état-major (1820-1866) et les cartes ou photos aériennes de l'IGN pour la période actuelle (1950 à aujourd'hui).

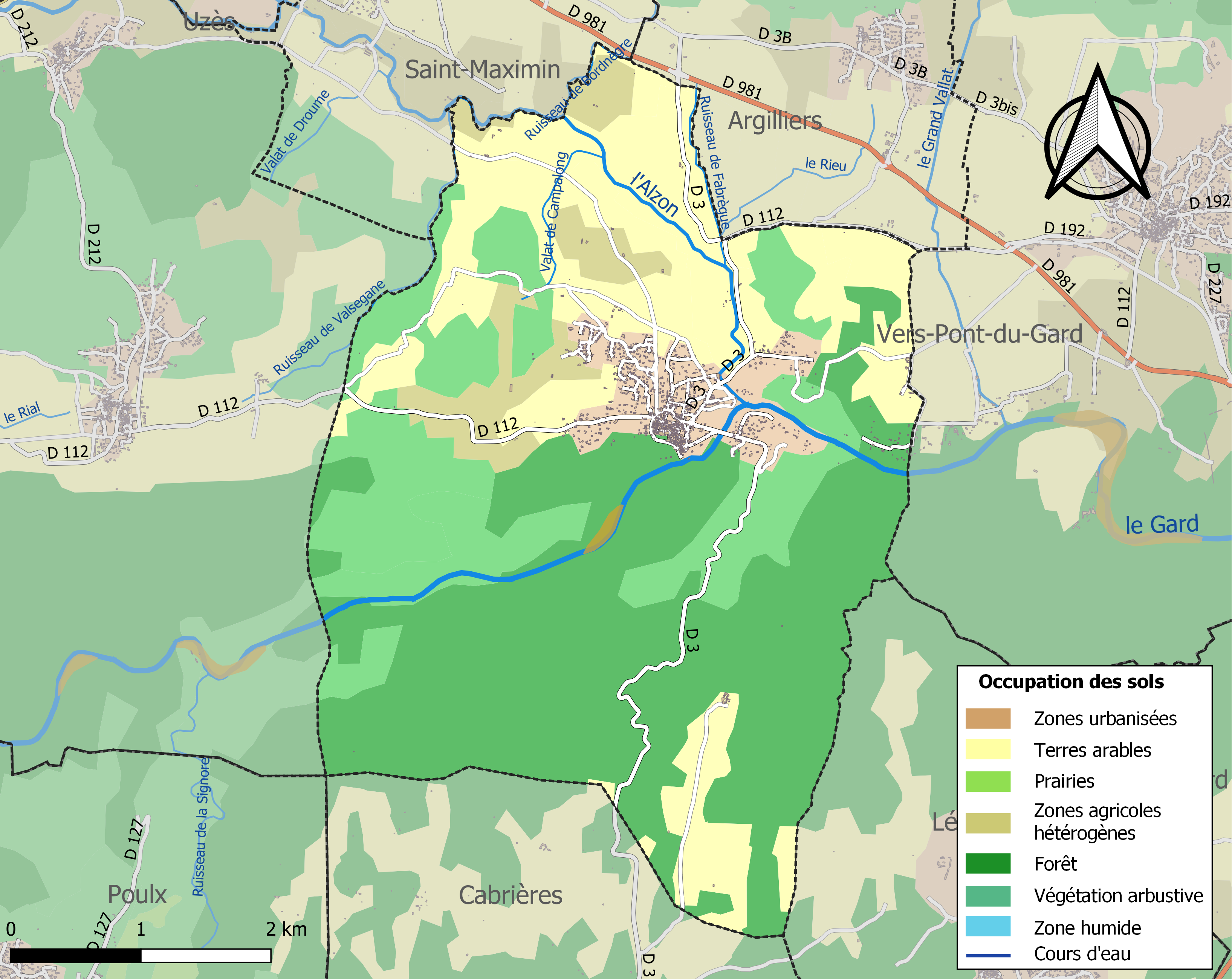
Carte des infrastructures et de l'occupation des sols de la commune en 2018 (CLC).

### Voies de communication et transports

#### Voies de communication
La commune est desservie par les routes départementales D 3 et D 112.

### Risques naturels et technologiques
Le territoire de la commune de Collias est vulnérable à différents aléas naturels : météorologiques (tempête, orage, neige, grand froid, canicule ou sécheresse), inondations, feux de forêts et séisme (sismicité modérée). Il est également exposé à un risque technologique, la rupture d'un barrage. Un site publié par le BRGM permet d'évaluer simplement et rapidement les risques d'un bien localisé soit par son adresse soit par le numéro de sa parcelle.

#### Risques naturels
Certaines parties du territoire communal sont susceptibles d’être affectées par le risque d’inondation par débordement de cours d'eau et par une crue torrentielle ou à montée rapide de cours d'eau, notamment le Gard et l'Alzon. La commune a été reconnue en état de catastrophe naturelle au titre des dommages causés par les inondations et coulées de boue survenues en 1982, 1983, 1987, 1988, 1994, 1998, 2002 et 2014,.

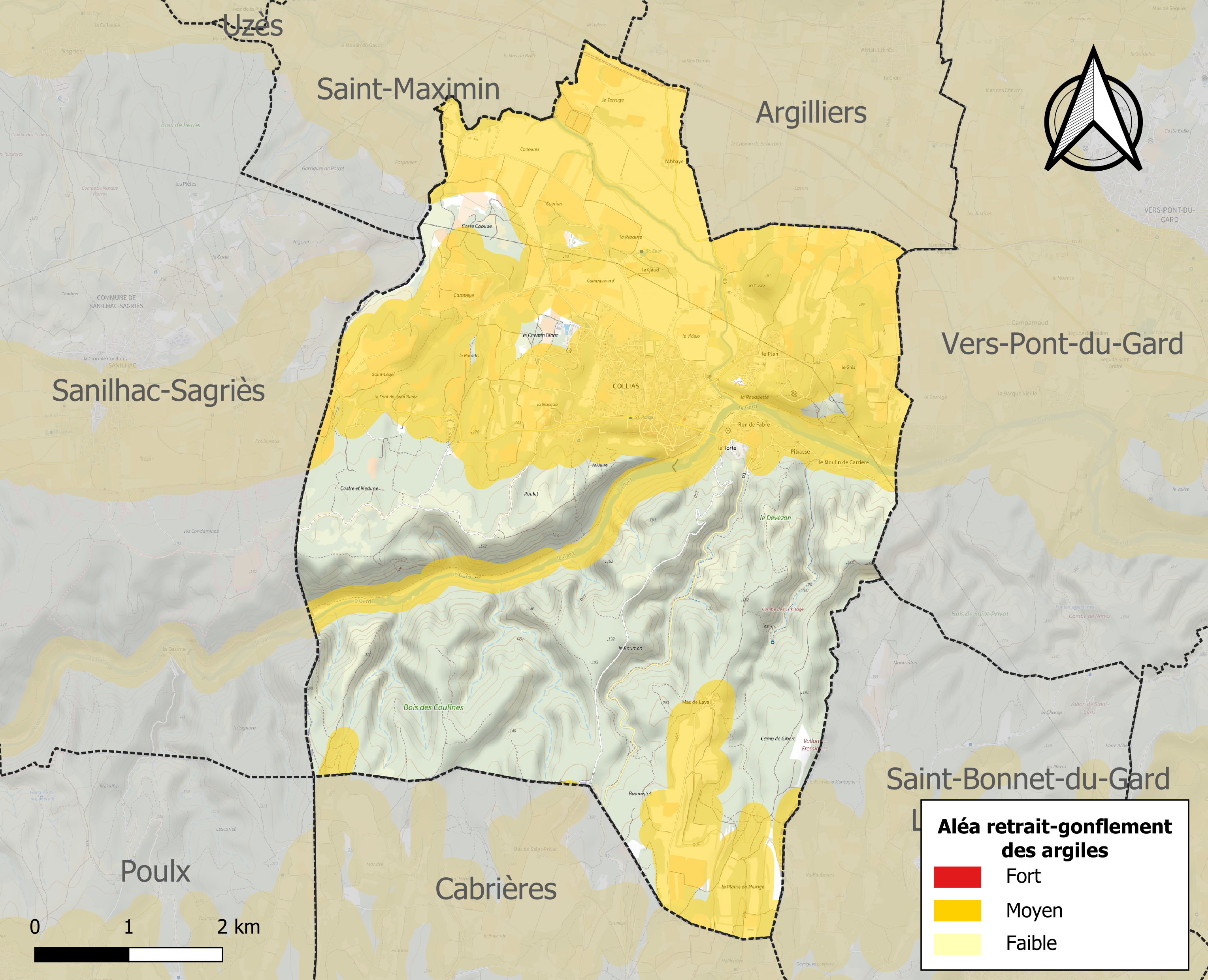
Carte des zones d'aléa retrait-gonflement des sols argileux de Collias.

Le retrait-gonflement des sols argileux est susceptible d'engendrer des dommages importants aux bâtiments en cas d’alternance de périodes de sécheresse et de pluie. 52,9 % de la superficie communale est en aléa moyen ou fort (67,5 % au niveau départemental et 48,5 % au niveau national). Sur les 688 bâtiments dénombrés sur la commune en 2019, 669 sont en aléa moyen ou fort, soit 97 %, à comparer aux 90 % au niveau départemental et 54 % au niveau national. Une cartographie de l'exposition du territoire national au retrait gonflement des sols argileux est disponible sur le site du BRGM,.
Par ailleurs, afin de mieux appréhender le risque d’affaissement de terrain, l'inventaire national des cavités souterraines permet de localiser celles situées sur la commune.
Concernant les mouvements de terrains, la commune a été reconnue en état de catastrophe naturelle au titre des dommages causés par des mouvements de terrain en 1983 et par des glissements de terrain en 1988.

#### Risques technologiques
La commune est en outre située en aval du barrage de Sainte-Cécile-d'Andorge, un ouvrage de classe A doté d'un PPI. À ce titre elle est susceptible d’être touchée par l’onde de submersion consécutive à la rupture de cet ouvrage.

## Toponymie

### Attestations anciennes
Le nom de la localité est attesté sous les formes COLLIACO ; Coliaz en 1151 ; Coliacum en 1188 ; Castrum de Coliaco en 1208 ; Coliacum en 1215 ; Coliatz en 1217 ; Coliatz en 1237 ; Castrum de Colias en 1290 ; Coliacum en 1384 ; Locus de Coliaco en 1388 ; Ecclesia Sancti-Vincentii de Coliaco en 1408 ; Le lieu de Coulhas en 1618 ; Collias en 1715 ; Coillas en 1718 ; Couillas en 1746 ; La Chapelle-lez-Uzès, ci-devant Collias en 1788 ; Montpezat-lez-Uzès en 1789 ; La commune de Collias ou la Chapelle, ci-devant Montpezat en 1791 ; Coliacum, Colias, Collias en 1793 ; Montpezat-de-Collins puis Collias depuis 1801.
En occitan. Coliatz attesté par les formes anciennes : Colliaco, monn. mérov., de Coliaz, 1151, Coliacum, 1188, Coliatz, 1217 (DT) ; = NP rom. Colius (OTL) + - acum ; attr. des finales - as. TZ se prononce /s/ en occitan moderne.

## Histoire

### Préhistoire
La grotte des Colonnes, ou "Baoumo-d'en-aut", rebaptisée grotte Bayol après la découvertes de peintures préhistoriques, est l'une des cinq grottes ornées connues dans le Gard,. La grotte était connue des spéléologues, notamment Felix Mazauric qui en dresse le plan dès 1898, mais les peintures ne furent découvertes puis publiées qu'en novembre 1927 par l'abbé Jean-Frédéric Bayol (1870-1952).L’abbé Bayol a été aidé pour ses fouilles par un colliassois de souche: Raymond Ribot. Classée Monument historique dès 1931, elle contient des peintures non datées mais qui ont été attribuées par les auteurs anciens à l'aurignacien, dont quelques-unes sont remarquables sous divers aspects. Trois d'entre elles utilisent en partie des aspects de la roche (utilisation courante pour les dessins préhistoriques, voir par ex. Arcy).

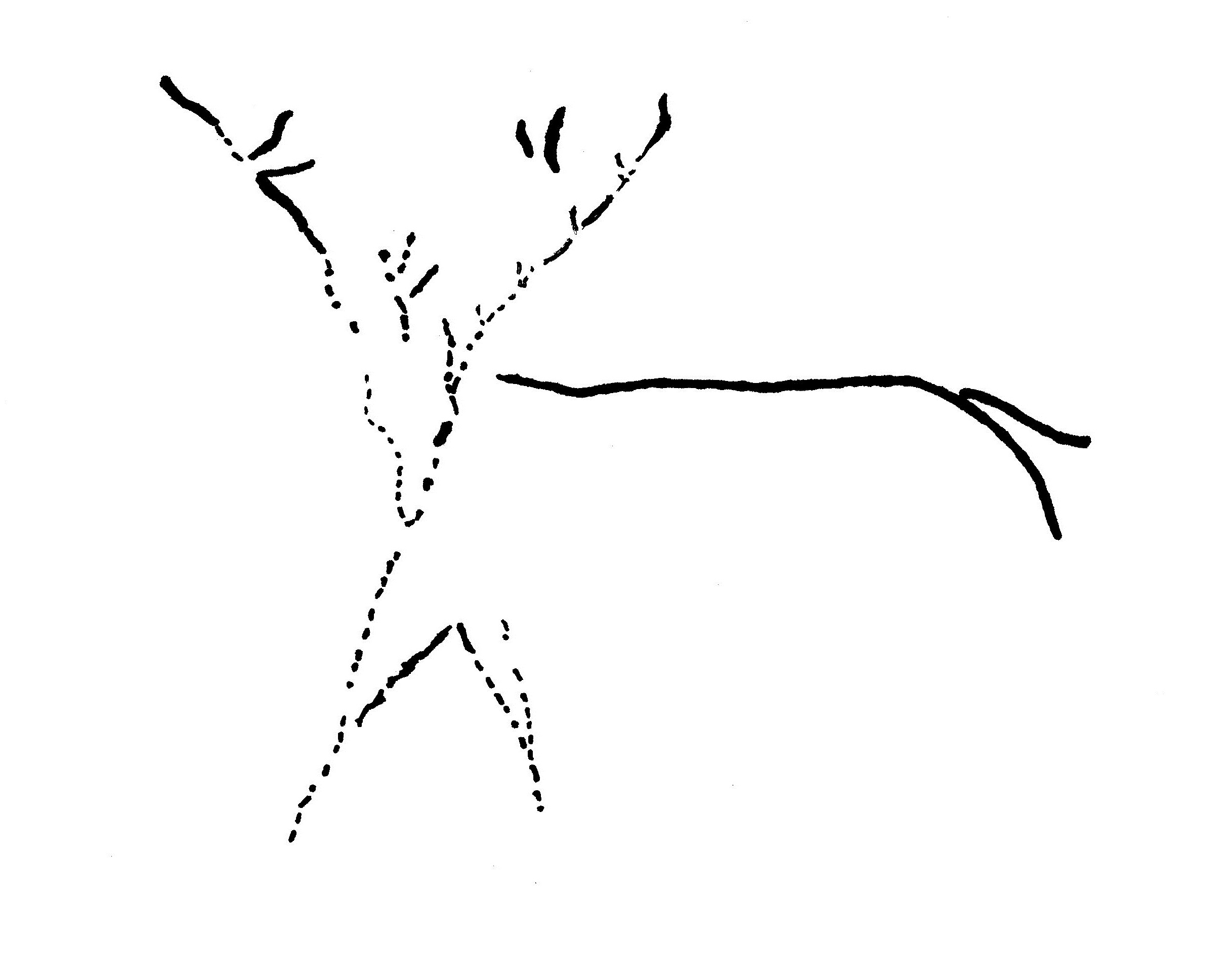
Un cervidé rendu par la roche et deux lignes

### Période gallo-romaine
Plusieurs inscriptions latines votives ou funéraires, des tuiles plates et des tessons d'amphores ont été trouvées sur la commune, attestant une présence romaine.

### Moyen Âge
Comme la plupart des villages du pays du Pont du Gard, celui de Collias est né aux alentours de l'an mil. Il procède d'une réorganisation du maillage de l'espace rural connu sous le nom consacré d'incastallamento. Cependant, sur le site même, une forteresse publique a pu précéder le village pendant que l'habitat rural se déployait en nébuleuse dans le fond de la vallée. Le choix du site pousse dans ce sens puisqu'il ne permet pas une covisibilité totale avec les voies de communication qui traversent la vallée. D'ailleurs, il a sans doute fallu créer une motte de terre pour dresser la première tour féodale au lieudit le Castellas (ce qui correspondrait aujourd'hui au jardin du Pierrot)[Quoi ?]. Mais quoi qu'il en soit, le village, lui, naît après l'an mil. Les seigneurs d'Uzès y établissent leur résidence[Quand ?], certains testent et meurent au château de Collias. Ayant pris le parti de Raymond V de Toulouse, la guerre de conquête des Capétiens a sans doute touché le village dominé par les Uzès. Le château a pu être détruit lors d'un siège.
La guerre de Cent Ans n'épargne pas le village qui se fortifia, suivant ainsi les injonctions des autorités royales. Quatre tourelles d'angles furent bâties aux quatre coins des remparts (on retrouve d'ailleurs inscrit dans le parcellaire ce semblant de quadrilatère quasi identique à celui du village de Saint-Chaptes ce qui prouverait que d'importants travaux urbanistiques aient pu être entrepris comme ils ont pu l'être à Vers, Domazan, Saint-Hilaire-d'Ozilhan ou Saint-Laurent-la-Vernède). À cette époque, l'église (sans doute une église qui était associée à la villa de la Gaud et à laquelle on accédait via un chemin de croix)[réf. nécessaire] se trouvait dans le quartier de la Treille, sans doute à la place de maison de Bernard[réf. nécessaire]. Cet édifice devint d'ailleurs la maison commune au XVIe siècle après la construction de la nouvelle église à la place de l'église actuelle. La physionomie du village change alors. En lieu et place du Castellas, s'élève une métairie dont on retrouve des traces dans les contrats de location passés chez Daroussin, notaire à Collias. Le village s'est étendu sous les effets de la poussée démographique qui se fait jour dès le milieu du XVe siècle. Alors que la population est au plus bas vers 1420 (on peut tabler sur une population aux alentours de 100 à 150 habitants)[réf. nécessaire], la reprise se profile et accélère après 1470-1480 comme on peut le voir dans le village voisin de Castillon-du-Gard avec l'existence de 3 compoix pour le seul XVe siècle).
À Collias se produit un évènement suffisamment important pour être noté[Quand ?]. Une partie de la population du village voisin d'Argilliers est venue s'y installer. À la suite d'une saisie féodale qui visait à réorganiser la seigneurie bannière du mas de Vacqueyras les habitants du village d'Argiliers I (sis à proximité du château de Castille) sont invités à aller s'installer au nord sur le site d'Argilliers II. Une partie de la population avait néanmoins décidé d'aller s'installer à Collias, sans doute parce que leurs parcelles se trouvaient au sud du territoire de la manse d'Argilliers donc plus près de Collias que du futur village neuf d'Argilliers II. Cette arrivée de population (qui n'est pas une exception puisque le phénomène se produit à Garrigues au XVe siècle également) s'est transcrite dans le parcellaire du village par l'apparition d'un module urbain autonome au sud du village. La carrera de villanova, comme on la trouve mentionnée dans le plus ancien censier du duché d'Uzès (vers 1380), devient au siècle suivant le quartier de Villeneuve et rend compte de l'arrivée de ces nouveaux habitants.
La communauté de Collias gère une partie de sa destinée depuis au moins le XIIIe siècle[réf. nécessaire]. Le fonds d'archives locales montre que les droits de police rurale appartiennent à la communauté depuis le XIIIe siècle. Ces droits concernent la gestion du territoire à la fois urbain et rural. Les coutumes du bourg de Remoulins permettent de se rendre compte de l'étendue de ces droits. Il s'agit par exemple et avant tout de réglementer la déambulation des troupeaux ovins et bovins. On trouve encore des articles réglant certains usages agricoles, le transport du feu, l'entassement du fumier, l'usage des puits… À la tête de la communauté, le premier était le représentant de la communauté. Il était secondé par un second consul. Un conseil politique formé de six membres les accompagne. On s'imagine mal aujourd'hui le rayonnement social de ces magistrats de village. Le XIVe siècle en fera des personnages importants relayant d'une certaine manière, avec les bayles royaux, l'autorité royale. Ils sont convoqués à certaines assemblées provinciales pendant la guerre de Cent Ans. On voit d'ailleurs qu'à Collias, la communauté se charge des frais du barbier venu raser le premier consul (XIVe). Les communautés n'ont sans doute jamais été aussi puissantes et indépendantes qu'au XIVe siècle alors que la seigneurie reculait, s'appauvrissait et voyait sa démographie fondre. Peu à peu, avec le XVIe et surtout le XVIIe siècle, la royauté mettra au pas ces communautés qui avaient été ses alliées par le passé. La bureaucratie monarchique va homogénéiser les modes de fonctionnement, réduisant d'autant les particularismes et l'indépendance des corps municipaux. Désormais la quasi-totalité des initiatives locales est soumise à autorisation, celle-ci étant délivrée par l'intendance de Montpellier ou la subdélégation d'Uzès selon les matières.

### Époque moderne
La triade méditerranéenne est cultivée à Collias depuis l'époque romaine. L'olivier est peu présent au XIVe siècle comme dans les localités voisines. Il semblerait qu'il passe à cette époque du statut d'arbre fruitier que l'on n'enregistre pas systématiquement dans les censiers et les compoix, au statut de produit agricole à forte valeur libératoire. L'explosion de cette culture à Aramon au Moyen Âge est le point de départ d'une aventure agricole originale. Parce que situé sur le Rhône où les pondéreux sont embarqués sur les naves circulant sur le fleuve, Aramon devient un grand centre de la production d'huile d'olive irradiant dans les communes voisines. Collias voit les surfaces en olivier augmenter tout au long de l'époque moderne. Dans un mémoire du docteur Labrousse de la seconde moitié du XVIIIe siècle, le plant de Coïas est compté au nombre des grandes variétés d'oliviers languedociens. Peut-être celui-ci était-il antérieur à cette mode oléicole post-médiévale ? On trouve noté ici ou là - sans que jamais aucune source ne soit mentionnée - que les inventeurs de la picholine auraient érigé l'olive de Collias comme celle étant la plus apte à subir cette préparation. De notre côté, nous avons noté[Qui ?] que la confiserie des olives est une pratique attestée dès le XVIe siècle par des mentions y faisant allusion dans les contrats notariés. Quoi qu'il en soit, le plant de Collias est effectivement célèbre au XVIIIe siècle et il est d'ailleurs de nos jours[Quand ?] bien connu des spécialistes de l'olivier.
Le vin produit dans ce village[Quand ?] n'a jamais connu la gloire de ses oliviers. Sans doute affecté à la consommation familiale, les surplus de ce vin étaient voués à être brûlés dans les alambics. La concurrence des vins de la côte du Rhône était trop forte pour qu'ait pu se développer ici une viticulture spéculative, d'autant qu'Uzès se barricadait derrière des chapelets de prohibitions pour protéger sa propre production et notamment celle de l'évêque. Les blés et notamment les froments du type Tozelle constituaient la culture principale, parfois associés aux oliviers et à la vigne[Quand ?].
Quelques registres de délibération (XVIIe – XVIIIe siècles) permettent d'avoir des vues assurées sur l'activité de consulat. Celle-ci est dominée par la fiscalité royale, les conflits avec les seigneurs et les affaires rurales concernant directement la communauté. Illustrons cela d'un exemple : l'affaire se déroule au début du XVIIe siècle. Une délibération du conseil prise sur la place de l'église et enregistrée par Daroussin notaire nous informe de l'infortune du premier consul. Celui-ci rentrait de Montpellier où il était allé représenter la communauté de Collias devant la Cour des Aides et Finances de Montpellier. Le différend opposait Collias au seigneur de Saint-Privat qui prétextait la présence d'un moulin lui appartenant sur la rivière du Gardon sis sur le territoire de Collias pour envoyer ses grands troupeaux paître dans les coufines du Nord-Est. Cette usurpation était préjudiciable pour les habitants et pour la communauté qui devait revoir à la baisse les prix des baux de location d'herbage qu'elle consentait régulièrement pour alimenter la trésorerie consulaire. Collias avait donc porté l'affaire devant les tribunaux. La Cour des Aides s'était déclarée incompétente. Sur le retour, le consul suivait le seigneur rentrant à Saint-Privat. Le Gardon était en crue et il fut bien obligé de passer la rivière via le Pont-du-Gard qui appartenait au dit seigneur. Là, l'attendait le noble personnage qui le bastonna avec la tranche de son épée. Le consul s'était alors rendu tant bien que mal à Collias où il fit aussitôt constater ses blessures et rassembler l'assemblée générale des habitants. Là, il avait fait la narration des aventures qui avaient été les siennes et à l'unanimité l'assemblée composée de plus d'une centaine d'individus avait décidé d'engager une procédure judiciaire. Ce qu'il faut retenir de cette anecdote tient à la farouche volonté d'indépendance des communautés d'habitants. Elles se sont imposées peu à peu depuis le Moyen Âge. Et si le sentiment communautaire s'étiole dès le XVIIe siècle, la montée de l'individualisme n'effacera pas tous les réflexes communautaires[non neutre].
Milieu d'interconnaissance, le village est aussi un monde d'exclusion. N'habite pas là qui veut, du moins pas sans en payer le droit : jusqu'à la Révolution, les nouveaux venus doivent payer un droit d'habitanage pour être comptés au nombre des « vrays habitants ». Dans le village voisin de Vers, une série de délibérations consécutives à des malversations relatives à ce droit nous informe des procédures[Quand ?]. En fait, un nouveau venu pouvait mourir au village quarante ans après son arrivée sans jamais avoir été admis au sein de la communauté. De ce fait, il était exclu des droits communautaires (droit de dépaissance, de chasse, de pêche, de lignerage (ramassage du bois mort)...). On voit les témoins se succéder devant le notaire Longuet. Certains sont des descendants d'immigrés, nés dans le village de Vers, et pourtant non comptés au nombre des vrais de vrais. D'autres fois, l'admission est immédiate comme celle de ce maréchal à forge venu de Rochefort que les habitants fuient tant les manieurs d'argent les oppriment à cause des énormes dettes qui les écrasent. Ce maréchal paiera quelques livres et se verra illico nanti des droits si jalousement gardés habituellement. Nécessité faisant loi, il manquait un artisan de cet art au village. À Collias, le fonctionnement était identique. Et comme à Vers, le XVIIIe siècle voit les villageois se détendre vis-à-vis des biens communautaires. Il faut dire que les plus importants - les droits de pécoration -  sont réduits à pas grand-chose tant la forêt a reculé depuis le XVIe siècle. Suffisait alors un geste de bonne volonté envers la communauté, une sorte de travail d'intérêt général. Tel maçon nouvellement arrivé réparait la fontaine…
Les habitants de Collias ont à leur compte un assassinat, celui du hameau de Laval perdu dans les coufines. L'affaire commence au XVe siècle quand les consuls, poursuivant une tradition vieille de plus de deux siècles peut-être, c'est-à-dire la mise en location des pâturages de la rive droite du Gardon, interdisent la traversée de la zone aux troupeaux des habitants de Laval. Ceux-là portent l'affaire devant les tribunaux royaux qui tranchent en faveur de Collias, lieu de perception de l'impôt. L'assujettissement fiscal de Laval à Collias lui valut l'assujettissement administratif dans l'ordre des affaires rurales. Laval rentrait définitivement dans le giron de son voisin. À plusieurs reprises, on voit ceux de Collias humilier ceux de Laval. Une fois on fait arrêter deux jeunes bergers de Laval et on les jette dans geôles villageoises. Une autre fois, pour les punir d'une faute non mentionnée, on change le coefficient des terres de Laval lors de la réfection du compoix. Bref on les surtaxe au mépris des usages en la matière. Cette attitude a pour conséquence de vider peu à peu Laval de ses habitants, si bien qu'au XVIIIe siècle on ne trouve plus que des métairies peuplées de locataires en rotation permanente. La politique menée des siècles durant est celle imaginée par les élites villageoises, avec en tête les gros paysans entretenant de gros troupeaux. Ce n'est d'ailleurs pas une surprise de les voir au début du XIXe siècle bâtir à qui mieux-mieux des bergeries et y entretenir des bergers à demeure. Séparé de Collias par la rivière du Gardon qu'aucun pont ne traversait encore, cette partie pouvait demeurer inaccessible lors des crues. En s'y installant de la sorte, les gros paysans l'accaparaient - c'était bien le sens de la supplique adressée par les habitants de Collias aux autorités cantonales.
Collias subit encore les affres de la guerre pendant le conflit religieux. La population essentiellement catholique est d'ailleurs à l'issue du conflit remerciée par la hiérarchie ecclésiastique pour son comportement héroïque : un abaissement du taux de la dîme s'ensuit.

### Époque contemporaine
Depuis le Moyen Âge, Collias et Argiliers sont unis par des liens particuliers. Collias tentera d'ailleurs de s'annexer ce hameau au début du XIXe siècle puis, ayant échoué, de s'en annexer une portion vers 1880.

## Politique et administration

### Découpage territorial
La commune se trouve dans l'arrondissement de Nîmes du département du Gard.

#### Commune et intercommunalités
La commune est membre de la communauté de communes du Pont du Gard.

#### Circonscriptions administratives
La commune est rattachée au canton de Redessan.

#### Circonscriptions électorales
Pour l'élection des députés, la commune fait partie de la troisième circonscription du Gard.

### Élections municipales et communautaires

#### Liste des maires
| Période | Période | Identité       | Étiquette | Qualité         |
| ------- | ------- | -------------- | --------- | --------------- |
| 2001    | 2008    | Éliette Galzy  | DVG       |                 |
| 2008    | 2014    | Raymond Aparis | UMP       |                 |
| 2014    | 2020    | Benoit Garrec  | ECO       | Informaticien   |
| 2020    | 2026    | Jonathan Pire  | DVC       | Acheteur public |

## Population et société

### Démographie
Les habitants sont appelés les Colliassois.

#### Évolution démographique
L'évolution du nombre d'habitants est connue à travers les recensements de la population effectués dans la commune depuis 1793. Pour les communes de moins de 10 000 habitants, une enquête de recensement portant sur toute la population est réalisée tous les cinq ans, les populations de référence des années intermédiaires étant quant à elles estimées par interpolation ou extrapolation. Pour la commune, le premier recensement exhaustif entrant dans le cadre du nouveau dispositif a été réalisé en 2008.

En 2022, la commune comptait 1 080 habitants, en évolution de −2,35 % par rapport à 2016 (Gard : +2,97 %, France hors Mayotte : +2,11 %).
| 1793 | 1800 | 1806 | 1821 | 1831 | 1841 | 1846 | 1851 | 1856 |
| ---- | ---- | ---- | ---- | ---- | ---- | ---- | ---- | ---- |
| 856  | 832  | 791  | 875  | 819  | 785  | 798  | 836  | 789  |

| 1861 | 1866 | 1872 | 1876 | 1881 | 1886 | 1891 | 1896 | 1901 |
| ---- | ---- | ---- | ---- | ---- | ---- | ---- | ---- | ---- |
| 814  | 782  | 756  | 694  | 663  | 645  | 631  | 596  | 648  |

| 1906 | 1911 | 1921 | 1926 | 1931 | 1936 | 1946 | 1954 | 1962 |
| ---- | ---- | ---- | ---- | ---- | ---- | ---- | ---- | ---- |
| 589  | 600  | 453  | 470  | 437  | 407  | 434  | 444  | 508  |

| 1968 | 1975 | 1982 | 1990 | 1999 | 2006 | 2008 | 2013  | 2018  |
| ---- | ---- | ---- | ---- | ---- | ---- | ---- | ----- | ----- |
| 520  | 510  | 617  | 756  | 829  | 953  | 992  | 1 102 | 1 073 |

| 2022  | - | - | - | - | - | - | - | - |
| ----- | - | - | - | - | - | - | - | - |
| 1 080 | - | - | - | - | - | - | - | - |

Les plus anciens éléments démographiques concernant Collias sont contenus dans les registres de Catholicité (XVIIIe). Ainsi nous savons qu'il y avait quelque 500 habitants au début du XVIIIe siècle et près de 600 vers 1780.

### Sports et loisirs
La commune est un centre de tourisme nautique et équestre, un point de passage du GR 6 qui permet de suivre les Gorges du Gardon, Collias possède des falaises où se pratique l'escalade. La via ferrata est restaurée en 2011/2012. Les touristes peuvent également faire du kayak sur 8 km jusqu'au pont du Gard, ou remonter les gorges vers le site de la Baume.

## Économie

### Revenus
En 2018 (données Insee publiées en septembre 2021), la commune compte 476 ménages fiscaux, regroupant 1 073 personnes. La médiane du revenu disponible par unité de consommation est de 21 200 € (20 020 € dans le département).

### Emploi
|                | 2008   | 2013   | 2018   |
| -------------- | ------ | ------ | ------ |
| Commune        | 7,6 %  | 13,4 % | 12,6 % |
| Département    | 10,6 % | 12 %   | 12 %   |
| France entière | 8,3 %  | 10 %   | 10 %   |

En 2018, la population âgée de 15 à 64 ans s'élève à 644 personnes, parmi lesquelles on compte 76,1 % d'actifs (63,5 % ayant un emploi et 12,6 % de chômeurs) et 23,9 % d'inactifs,. En 2018, le taux de chômage communal (au sens du recensement) des 15-64 ans est supérieur à celui du département et de la France, alors qu'en 2008 la situation était inverse.
La commune fait partie de la couronne de l'aire d'attraction de Nîmes, du fait qu'au moins 15 % des actifs travaillent dans le pôle,. Elle compte 157 emplois en 2018, contre 190 en 2013 et 171 en 2008. Le nombre d'actifs ayant un emploi résidant dans la commune est de 419, soit un indicateur de concentration d'emploi de 37,6 % et un taux d'activité parmi les 15 ans ou plus de 55,8 %.
Sur ces 419 actifs de 15 ans ou plus ayant un emploi, 105 travaillent dans la commune, soit 25 % des habitants. Pour se rendre au travail, 86,2 % des habitants utilisent un véhicule personnel ou de fonction à quatre roues, 2,1 % les transports en commun, 5,9 % s'y rendent en deux-roues, à vélo ou à pied et 5,7 % n'ont pas besoin de transport (travail au domicile).

### Activités hors agriculture

#### Secteurs d'activités
116 établissements sont implantés à Collias au 31 décembre 2019. Le tableau ci-dessous en détaille le nombre par secteur d'activité et compare les ratios avec ceux du département,.
| Secteur d'activité                                                                                        | Commune | Commune | Département |
| Secteur d'activité                                                                                        | Nombre  | %       | %           |
| --- | ------- | ------- | ----------- |
| Ensemble                                                                                                  | 116     | 100 %   | (100 %)     |
| Industrie manufacturière, industries extractives et autres                                                | 5       | 4,3 %   | (7,9 %)     |
| Construction                                                                                              | 23      | 19,8 %  | (15,5 %)    |
| Commerce de gros et de détail, transports, hébergement et restauration                                    | 28      | 24,1 %  | (30 %)      |
| Information et communication                                                                              | 3       | 2,6 %   | (2,2 %)     |
| Activités financières et d'assurance                                                                      | 1       | 0,9 %   | (3 %)       |
| Activités immobilières                                                                                    | 3       | 2,6 %   | (4,1 %)     |
| Activités spécialisées, scientifiques et techniques et activités de services administratifs et de soutien | 29      | 25 %    | (14,9 %)    |
| Administration publique, enseignement, santé humaine et action sociale                                    | 16      | 13,8 %  | (13,5 %)    |
| Autres activités de services                                                                              | 8       | 6,9 %   | (8,8 %)     |

Le secteur des activités spécialisées, scientifiques et techniques et des activités de services administratifs et de soutien est prépondérant sur la commune puisqu'il représente 25 % du nombre total d'établissements de la commune (29 sur les 116 entreprises implantées à Collias), contre 14,9 % au niveau départemental.

#### Entreprises et commerces
Les deux entreprises ayant leur siège social sur le territoire communal qui génèrent le plus de chiffre d'affaires en 2020 sont :
- SARL Bernaud, boulangerie et boulangerie-pâtisserie (235 k€)
- Agence De La Maison Carree Remezy, agences immobilières (34 k€)

### Agriculture
La commune est dans les Garrigues, une petite région agricole occupant le centre du département du Gard. En 2020, l'orientation technico-économique de l'agriculture  sur la commune est la viticulture.
|               | 1988 | 2000 | 2010 | 2020 |
| ------------- | ---- | ---- | ---- | ---- |
| Exploitations | 44   | 17   | 16   | 10   |
| SAU (ha)      | 575  | 493  | 448  | 580  |

Le nombre d'exploitations agricoles en activité et ayant leur siège dans la commune est passé de 44 lors du recensement agricole de 1988  à 17 en 2000 puis à 16 en 2010 et enfin à 10 en 2020, soit une baisse de 77 % en 32 ans. Le même mouvement est observé à l'échelle du département qui a perdu pendant cette période 61 % de ses exploitations,. La surface agricole utilisée sur la commune a quant à elle augmenté, passant de 575 ha en 1988 à 580 ha en 2020. Parallèlement la surface agricole utilisée moyenne par exploitation a augmenté, passant de 13 à 58 ha.

## Culture locale et patrimoine

### Lieux et monuments

#### Monuments historiques
Sur la commune se trouve deux monuments historiques :
- la grotte des Colonnes. Elle fait l’objet d’un classement au titre des monuments historiques depuis le 24 août 1931[54] ;
- l'Ermitage, tel qu'il est délimité par un mur d'enceinte, datant du XIIe siècle. Il fait l’objet d’un classement au titre des monuments historiques depuis le 27 janvier 1934[55]. Il héberge deux éléments patrimoniaux, répertoriés dans la base Palissy, classés au titre d'objet des monuments historiques[56].

L'Ermitage
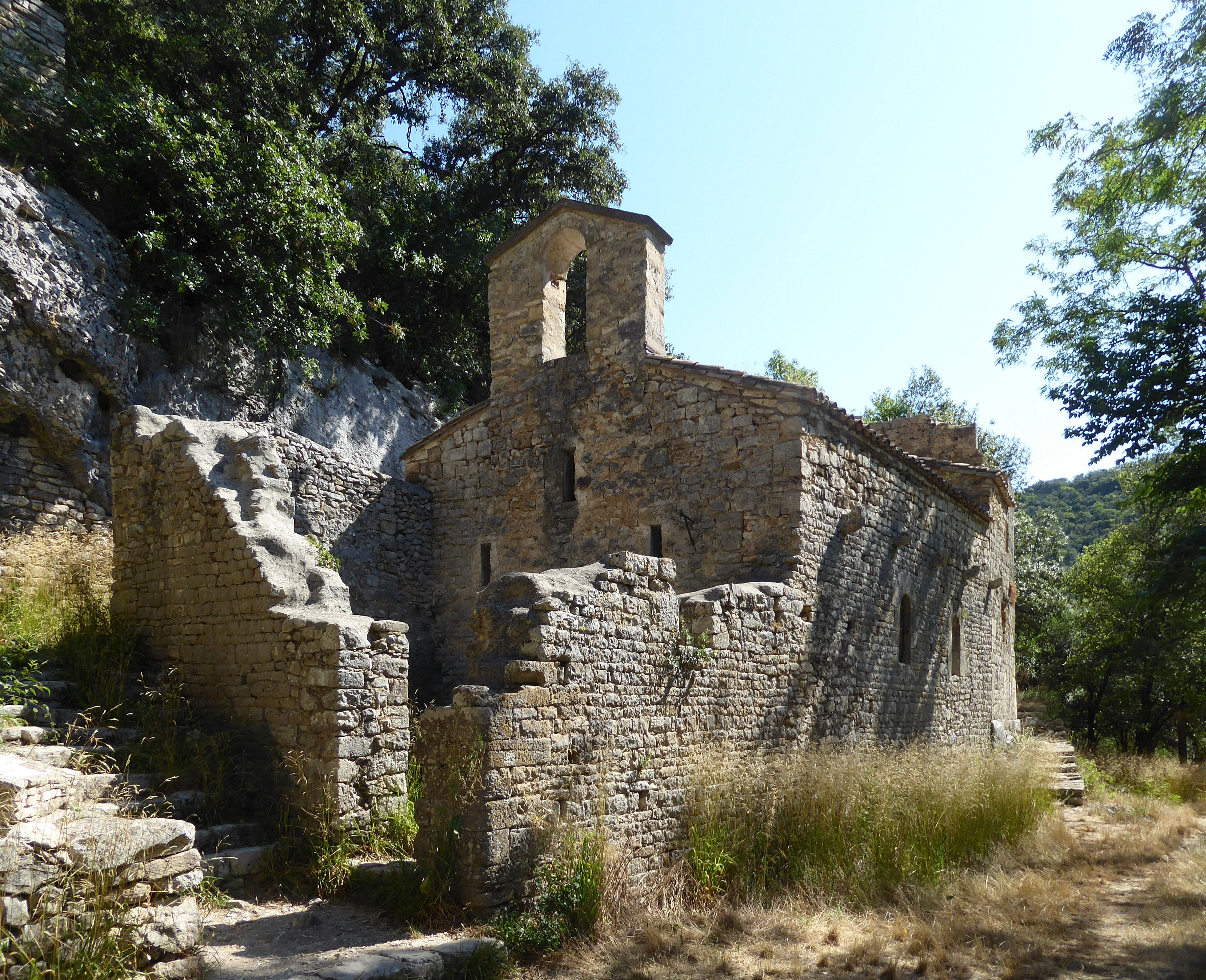
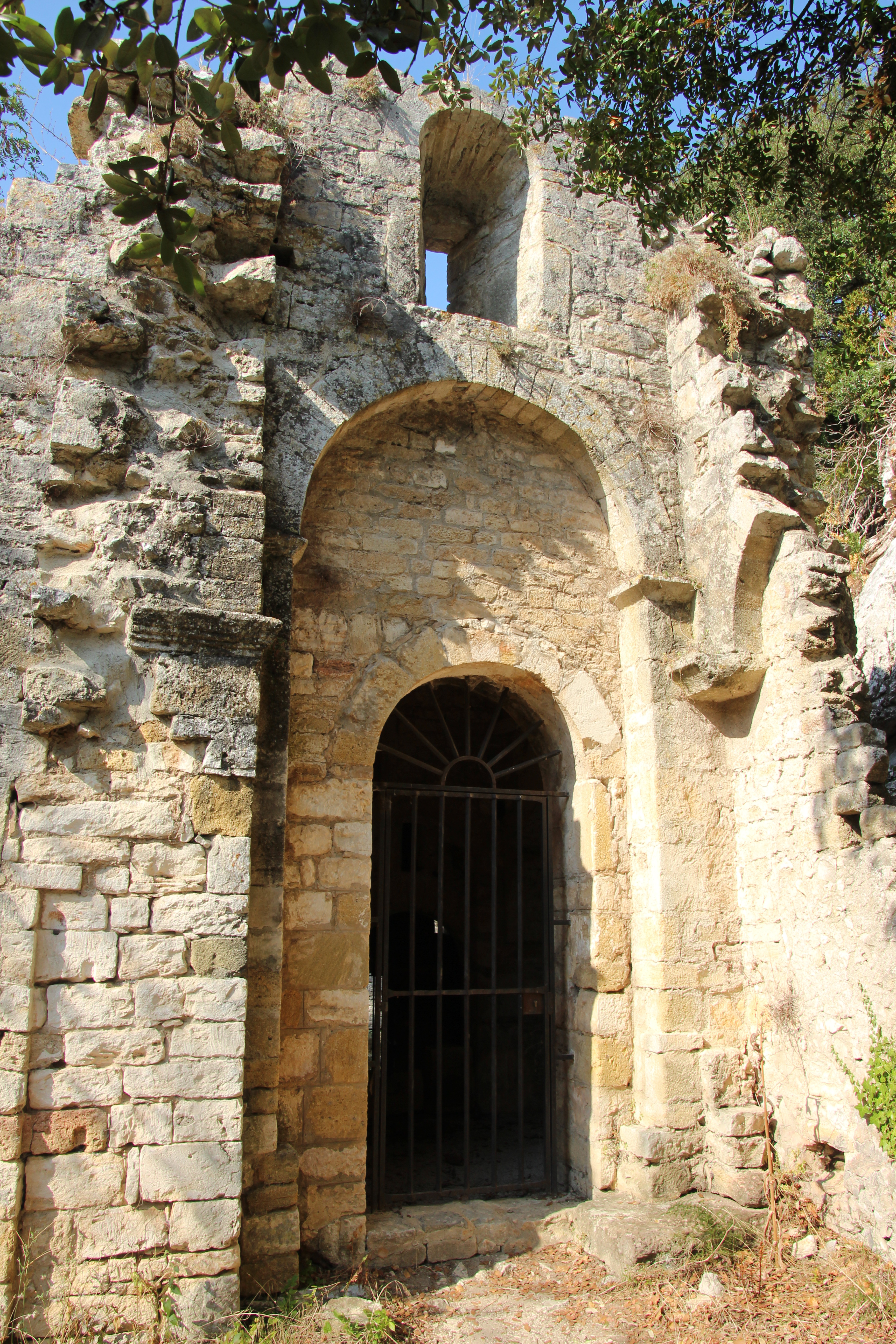
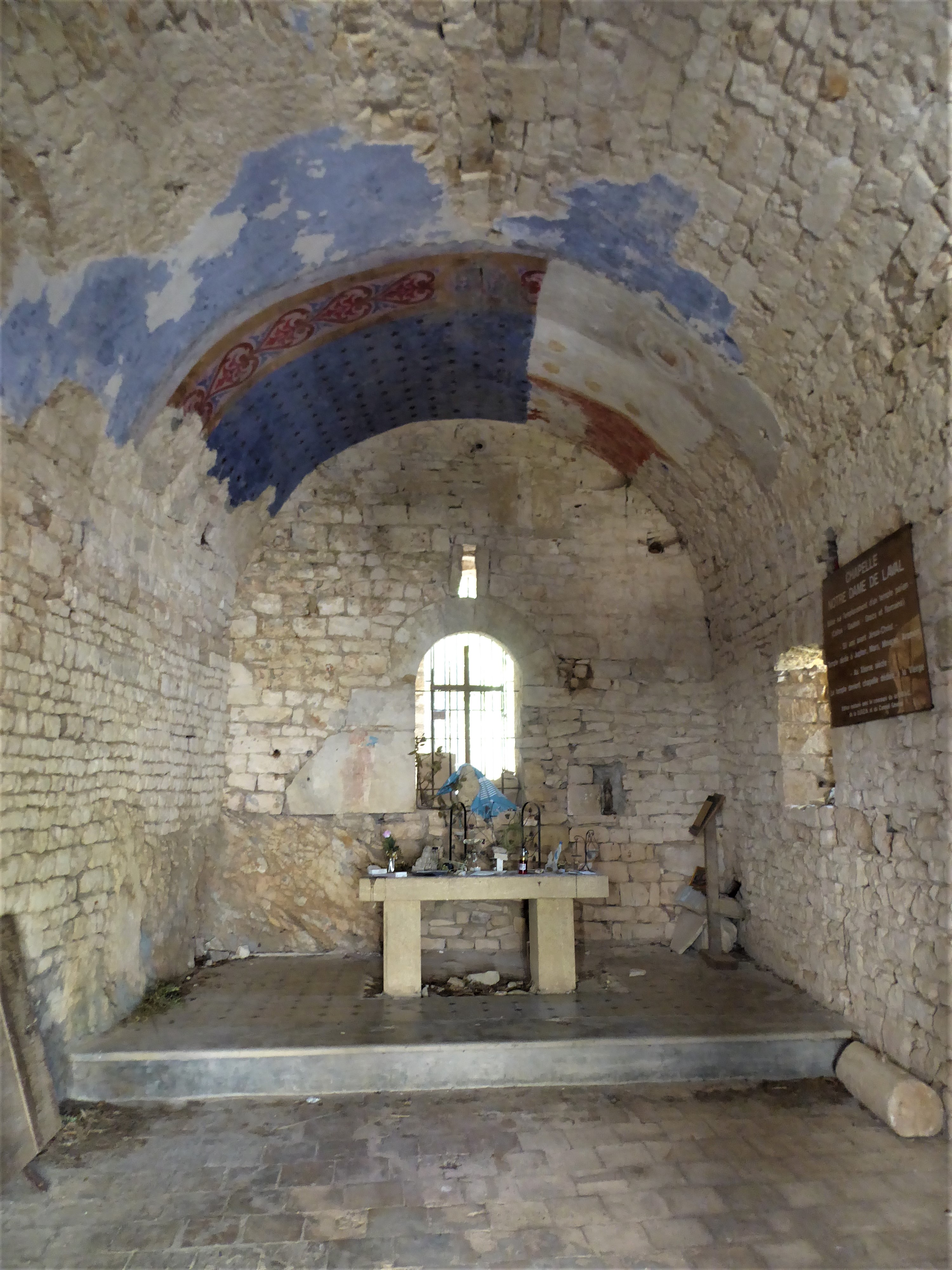

#### Autres lieux et monuments

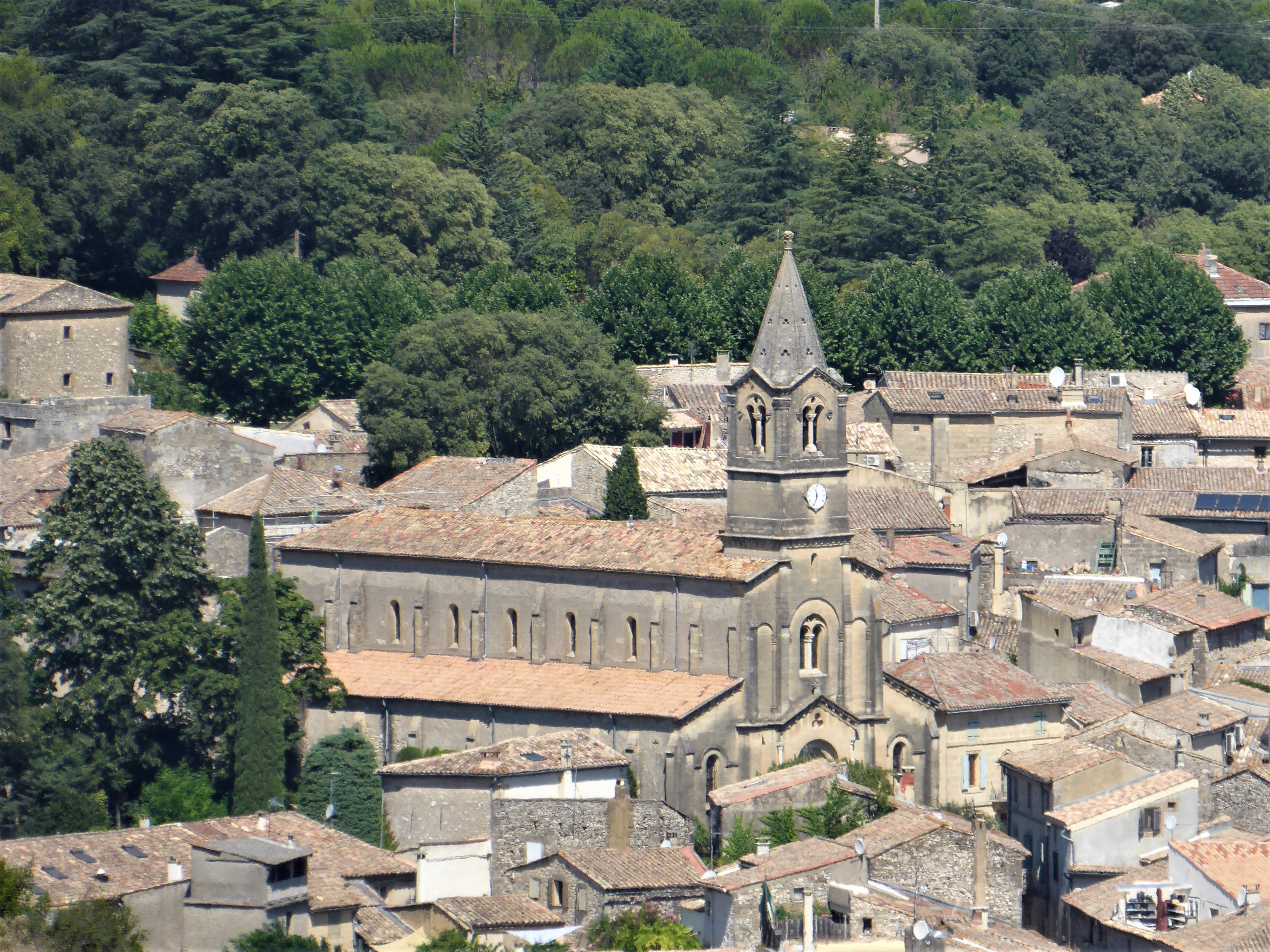
L'église Saint-Vincent.
- Oppidum du Camp Grecque
- la grotte suspendue
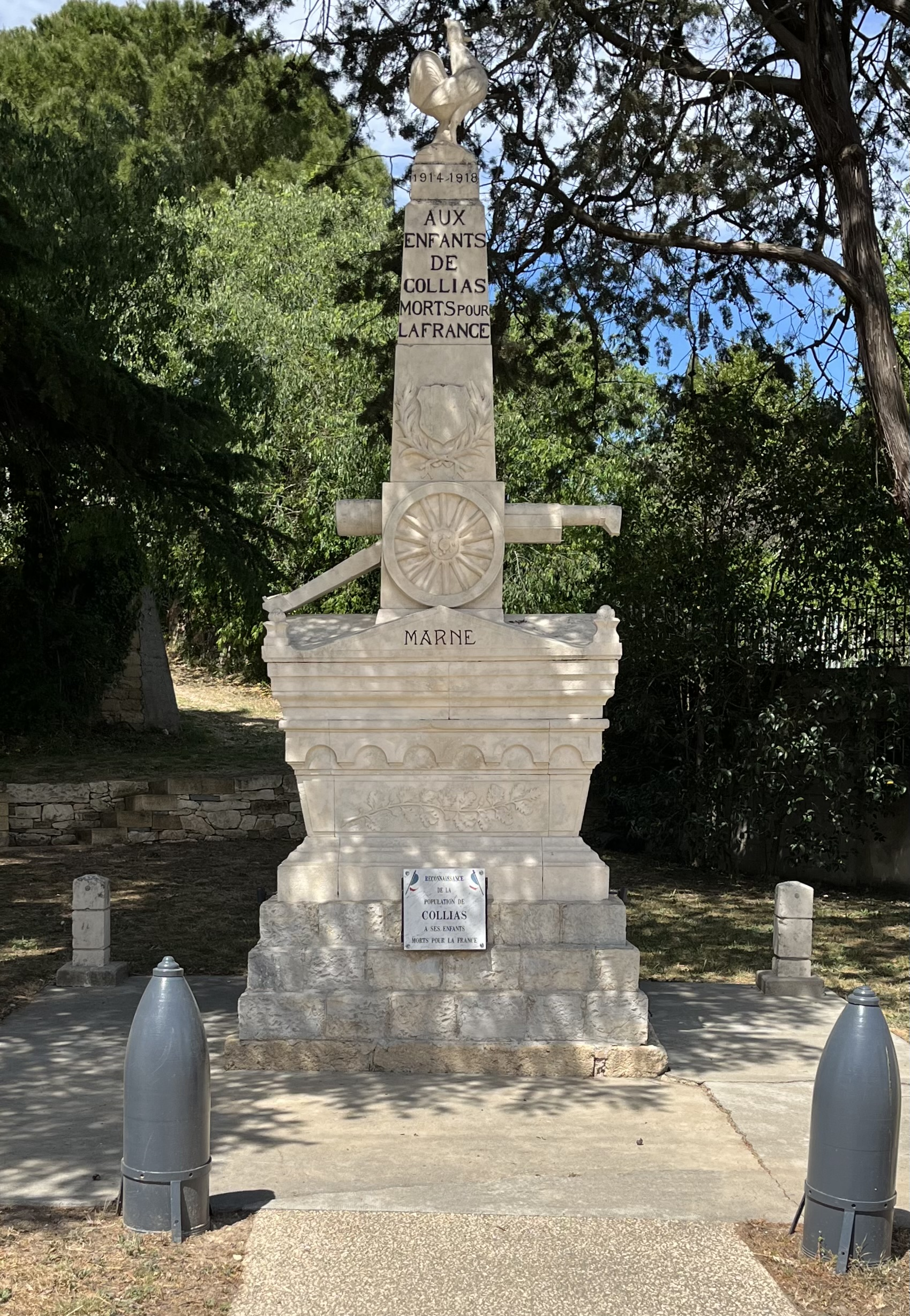
Le monument aux morts.

- L'église Saint-Vincent.
- Le monument aux morts.

### Personnalités liées à la commune
- Robert Bouquillon (1923-2013), artiste peintre, a vécu à Collias[57].
- Bernard Pingaud (1923-2020), écrivain, a vécu à Collias[58].
- Jean-Louis Trintignant (1930-2022), acteur français, a vécu et est mort à Collias.
- Félix Rozen[pourquoi ?] (1938-2013), artiste peintre.

### Héraldique
| Blason de Collias | Blason  | D'hermine au pal losangé d'or et d'azur,.        |
| Blason de Collias | Détails | Le statut officiel du blason reste à déterminer. |